# 5698 (année hébraïque)
5698 (hébreu : ה'תרצ"ח , abbr. : תרצ"ח) est une année hébraïque qui a commencé à la veille au soir du 6 septembre 1937 et s'est finie le 25 septembre 1938. Cette année a compté 385 jours. Ce fut une année embolismique dans le cycle métonique, avec deux mois de Adar - Adar I et Adar II. Ce fut une année de chemitta.

## Calendrier
Ce calendrier hébraïque de l'année 5698 donne les correspondances avec les dates du calendrier grégorien.
Le premier nombre dans chaque case correspond au jour du mois hébraïque. Les jours en couleurs sont des jours remarquables juifs .
| ◄◄ | 5698 | ►► |

## Événements
- le commissaire britannique pour la Galilée, Lewis Andrews, accusé de préparer l’expulsion des Arabes de la région, est assassiné. Les britanniques dissolvent le comité suprême arabe et arrêtent plusieurs de ses membres. Le mufti est relevé de toutes ses fonctions officielles et s’enfuit au Liban où il demeure en résidence surveillée[1].
  - L’agitation reprend en Palestine. Elle s’étend à tous le pays, particulièrement dans les régions rurales où des bandes armées attaquent les voies de communications et les implantations juives. Dans les grandes villes, les révoltés parviennent un temps à prendre le contrôle des vieux quartiers du centre-ville. Tout Arabe accusé de collusion avec les sionistes ou les Britanniques est exécuté. Les druzes palestiniens préfèrent collaborer avec les sionistes. Leurs villages sont attaqués par les musulmans. La répression des Britanniques, rejoints par une partie des notables arabes, est très dure. La loi martiale est établie[2].
- cinq ouvriers agricoles juifs sont assassinés au kibboutz de Kiryat-Anavim par des Arabes; en réaction, l’Irgoun lance une série d’attentats contre les nationalistes palestiniens[1].
- « dimanche noir ». Six Arabes sont tués par l’Irgoun dans plusieurs fusillades à Jérusalem. Les autorités britanniques établissent le couvre-feu[1].Des soldats britanniques arrêtent des insurgés arabes à Jérusalem.

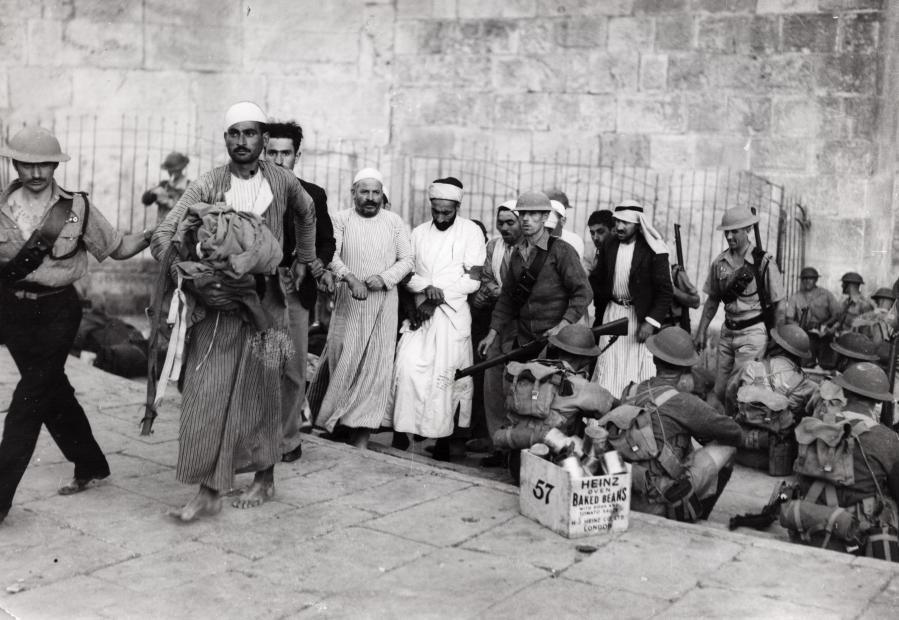
Des soldats britanniques arrêtent des insurgés arabes à Jérusalem.

- la révolte arabe en Palestine atteint son apogée[3],[4].
- un attentat de l’Irgoun fait 21 morts et 52 blessés sur un marché arabe à Haïfa[5].
- un attentat de l’Irgoun tue 10 Arabes et en blesse une trentaine à Jérusalem[5].
- un attentat de l’Irgoun tue 39 Arabes et en blesse 70 sur un marché arabe à Haïfa[5].
- un attentat de l’Irgoun tue 24 Arabes et en blesse 39 sur un marché arabe à Jaffa[5].

## Naissances
- David Lévy
- Avram Hershko
- Michel Bar-Zohar
- Moshe Safdie
- Elliott Gould
- Alan Dershowitz

## Décès
- Tomáš Masaryk
- Ramsay MacDonald
- Peljidiyn Genden
- Erich Ludendorff
- James Leslie Starkey
- Samuel Schwartzbard
- Edmund Husserl
- Octavian Goga
- Alexander Zaïd